# Flying B
「Flying B」（フライング・ビー）は、日本のヒップホップMC・AK-69が発売した11作目でありメジャーデビューシングル。

## 概要
- 前作「Oh Lord Featuring Fabolous」から1年2ヶ月ぶり、AK-69が代表取締役を務める芸能事務所・Flying B Entertainment設立後、初の作品となるメジャーデビューシングル。
- 今作のみ、ユニバーサルミュージック内のEMI Records傘下のThird Party Distribution Dealから発売されている。
- 初回限定盤と通常盤の2形態で発売され、初回限定盤には独立の動機を語った【Beginning of Flying B】、表題曲「Flying B」のミュージックビデオと、その結末を収めた【Ending】、ボーナストラックとなった【69’s Prank Show】が収録されたDVDが付属されていた。

## 収録曲
1. Flying B [4:13]
  - 作詞 : AK-69 / 作曲 : RIMAZI,AK-69

独立が決定してから制作された、メジャーへの新たな旅路の決意を表明した楽曲。トラックは『The Independent King』の制作以来3年ぶりにRIMAZIが担当。力強さと、悲しみや憂いといった暗い感じ、壮大さを兼ね備えたものを意識して制作された。また、近作で多用していたオートチューンによる声の加工は一切使われておらず、AK-69曰く「湧き出た魂の叫びをストレートに表現した」とのこと。
2. We Don’t Stop feat. FAT JOE [3:01]
  - 作詞 : AK-69,Fat Joe / 作曲 : DJ RYOW

アメリカ合衆国のヒップホップMC、ファット・ジョーを客演に招いた楽曲。ニューヨーク滞在時に知り合ったヒップホップMCのライアン・レズリーのマネジメントを手伝っていたAK-69の知り合いのジョンという男がファット・ジョーのマネージャーと昔からの友達であり、ファット・ジョーが初のアジアツアーを行う際に、良いイベンターはいないか相談され、DJ NOBUを紹介したこと、日本のプロモーション先を多数紹介した礼を兼ねて今回の客演参加が実現した。歌詞はギャングスターをモチーフに書かれている。
3. Rolls-Royce, Diamonds, Bixxhes –REMIX- / BCDMG [4:11]
  - 作詞 : AK-69 / リミックス : MOITO

JASHWON率いるBIG CROW DOG MUSIC GROUP (BCDMG)が2015年5月27日に発売した『KING'S VIEW』の収録曲「Rolls-Royce, Diamonds, Bixxhes -」（AK-69, E.R.I (Additional Vocal)）を、BCDMGがリミックスした楽曲。

## 収録アルバム
- DAWN (#1,2)